# Pavel Chouvalov
 (janvier 2012).
Si vous disposez d'ouvrages ou d'articles de référence ou si vous connaissez des sites web de qualité traitant du thème abordé ici, merci de compléter l'article en donnant les références utiles à sa vérifiabilité et en les liant à la section « Notes et références ».
Le comte Pavel Andreïevitch Chouvalov (ancienne orthographe à la française Paul Chouvaloff; en russe: Павел Андреевич Шува́лов), né le 13 (25) novembre 1830 à Leipzig et mort le 7 (20) avril 1908 à Yalta, est un aristocrate russe qui fut haut fonctionnaire, général et ambassadeur.  

## Biographie
Il naît à Leipzig où ses parents sont en villégiature. Son père, le comte Andreï Petrovitch Chouvalov (1802-1873), est ober-kammerherr (grand chambellan) à la Cour et membre du conseil d'État, sa mère, née Thècle Ignatievna Valentinovitch, était l'épouse en premières noces du prince Zoubov. Il a un frère, Pierre (1827-1889), futur général et représentant de la Russie au congrès de Berlin, et deux sœurs, Sophie (1829-1912) future épouse du comte Bobrinski (gouverneur civil de Saint-Pétersbourg sous Alexandre II) et Olga (1833-1855).
Il devient page à l'âge de onze ans le 19 novembre 1841, kammer-page (page à la Cour) le 25 juin 1848 et entre au Corps des Pages en septembre de la même année, qu'il termine le 26 mai 1849, après quoi il est nommé cornette au régiment de la garde à cheval. Il prend part cette année-là à la pacification de la Hongrie, aux frontières occidentales, mais il ne combat pas contre les insurgés. Il est nommé aide-de-camp du  grand-duc Nicolas le 11 juillet 1854 et participe à la guerre de Crimée. À partir de septembre 1854, il sert auprès du prince Gortchakov dans les armées du Sud, où il prend part au siège de Sébastopol d'octobre à février. Il reçoit l'ordre de Sainte-Anne de 3e classe avec épées pour son rôle pendant la bataille d'Inkerman contre les Anglo-Français. Il est élevé au grade de lieutenant-capitaine de cavalerie (Stabst-rotmistr), le 6 décembre 1855 et reçoit le 26 août suivant l'ordre de Saint-Stanislas de 2e classe, pour sa bravoure manifestée au siège de Sébastopol. Il est nommé capitaine de cavalerie le 12 avril 1859 et quelques jours plus tard envoyé comme attaché militaire à Paris avec le grade de lieutenant-colonel.
Il se trouve auprès de Napoléon III pendant la campagne d'Italie de 1859. Il est nommé flügel-adjutant, le 8 septembre 1859 et nommé colonel le 17 avril 1860 pour ses services diplomatiques rendus auprès de la Cour de France.
Il rentre en Russie pour être nommé en 1861 directeur du département des affaires générales du ministère de l'Intérieur et prend une part active aux travaux préparatoires à l'abolition du servage. Il reçoit le 30 août 1861 l'ordre de Saint-Vladimir de 4e classe. Il est nommé le 25 mai 1863 commandant du bataillon de fusiliers de la Garde de Sa Majesté, chargé de pacifier la Pologne. Le 30 août 1864, il est élevé au grade de major-général et inscrit à la suite de S. M. Le 24 novembre suivant, il devient commandant du régiment Semionovsky et reçoit l'ordre de Saint-Vladimir de 3e classe, le 30 août 1866.
Le comte Chouvalov est nommé le 9 septembre 1867 chef d'état-major des forces de la Garde impériale et chef du district militaire de Saint-Pétersbourg. Il fait partie en outre de différentes commissions militaires chargées de réorganisation de l'armée et de son instruction. Il est élevé au grade de lieutenant-général, le 13 mai 1873.
Le 9 août 1877, il est nommé commandant de la 2e division d'infanterie de la Garde et prend part à la guerre russo-turque de 1877-1878. Il reçoit l'ordre de Saint-Georges de 4e classe, le 12 octobre 1877 pour s'être distingué à la bataille de Gorni Dubnik. Après de durs combats contre les Turcs, il traverse les Balkans pour le siège de Philippopol avec les forces du général Gourko. Après la prise d'Adrianopol, il est commandant par intérim du corps de la Garde et reçoit l'ordre de Saint-Georges de 3e classe le 4 janvier 1878 pour ses faits d'armes de décembre 1877 contre les Ottomans. L'épée d'or avec diamants avec inscription: « Philippopol 3, 4, 5 janvier 1878 », lui est décernée en avril 1878 et le 10 (22) mars 1879 la médaille « Pour le mérite ». Il continue à commander sa division jusqu'à la fin de la guerre. Il devient commandant du Corps des grenadiers de la Garde en avril 1879 et nommé commandant du Corps de la Garde impériale en 1881.
C'est le 1er avril 1885 que le général-comte Chouvalov entre dans le service diplomatique, devenant ambassadeur à Berlin, poste qu'il occupe jusqu'en 1894. Il assiste à la fin de la guerre des douanes de 1893-1894 et surtout prépare le traité de réassurance entre l'Empire russe et l'Empire allemand. Personnellement, le comte Chouvalov est germanophile et favorable à un rapprochement entre les deux empires. Il sert aussi bien sous Guillaume Ier que sous Frédéric-Guillaume III et Guillaume II. La non-reconduction du traité de réassurance de Bismarck par Guillaume II en 1890 est considérée comme un échec par le comte Chouvalov.
Il est nommé général d'infanterie (distinction honorifique) le 30 août 1887.
Après son poste à Berlin, il est nommé gouverneur-général de Varsovie et commandant des forces armées du district militaire de Varsovie, postes qu'il occupe jusqu'au 12 décembre 1896.
Le comte Chouvalov est nommé membre du conseil d'État, le 14 mai 1896, mais ne prend pas de part active à ses travaux.
Il meurt à Yalta. Il est enterré à l'église Sainte-Sophie du village de Vartemäki au nord de Saint-Pétersbourg, dont les terres - dans sa famille depuis le XVIIIe siècle - lui appartenaient depuis 1873.
Outre les décorations citées plus haut, le comte Chouvalov était récipiendaire de l'ordre de Saint-Alexandre-Nevski (1882, avec diamants en 1885), de l'ordre de Saint-Vladimir de 1re classe (1891), de l'ordre de Saint-André sur rescrit personnel de l'empereur (1896), et de plusieurs décorations étrangères.

## Famille

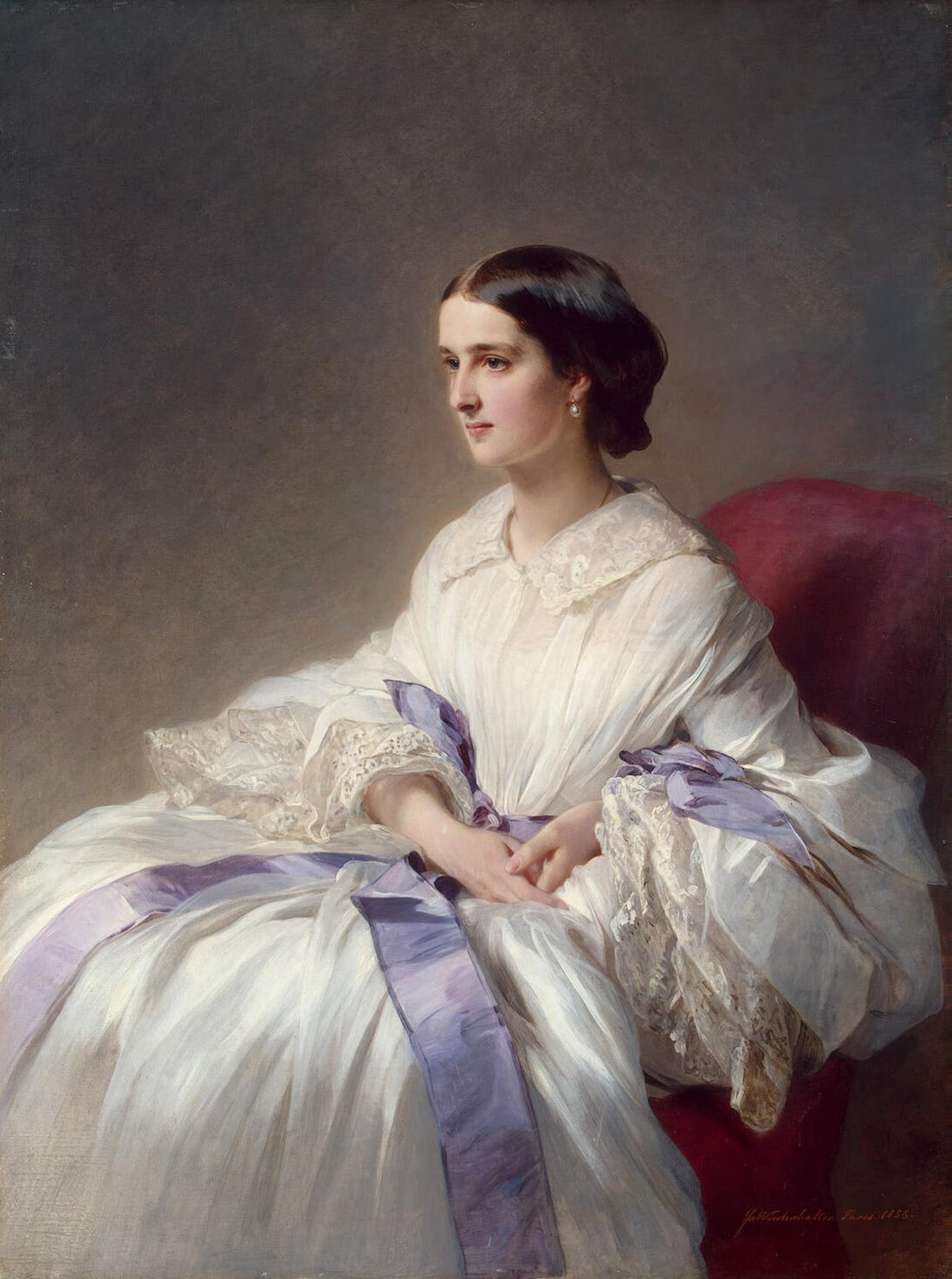
Portrait de la comtesse Olga Esperovna Chouvalova née princesse Belosselskaïa-Belozerskaïa par Winterhalter (1858)

Le comte Chouvalov épouse en premières noces le 25 juillet 1855 la princesse Olga Esperovna Belosselskaïa-Belozerskaïa (1838-1869) dont il a six enfants:
- Andreï (1856-1857)
- Elena (1857-1943), future épouse du baron Theophil von Meyendorff
- Pavel (1859-1905), futur général
- Piotr (1861-1862)
- Thècle (Fiolka, 1863-1939), future épouse du général Gustav von Stackelberg
- Maria (1865-1951), future épouse du baron von Knorring

Après son veuvage, il épouse en 1877 en secondes noces Maria Alexandrovna Komarova (1852-1928) dont il trois enfants:
- Sophie (1877-1917), future épouse du prince G. P. Volkonski
- Alexandre (1881-1935)
- Olga (1882-1939), future épouse du comte V. A. Olsoufiev, vice-gouverneur de Koutaïssi